# When the Levee Breaks (dal)
A When the Levee Breaks egy country blues dal, amelyet Memphis Minnie és Kansas Joe McCoy írt és rögzített lemezre 1929-ben. A dalszöveg az 1927-es „Mississippi Nagy Árvíz” során átélt megrázó tapasztalatok nyomán íródott. Amikor megszületett a dal, az 1927-es Nagy Mississippi Árvíz még frissen élt az emberek emlékezetében. Az árvíz 26 000 négyzetmérföldet érintett a Mississippi deltában, több százan meghaltak, és lakosok százezrei kényszerültek evakuálni. Az eseményről több blues született, a legismertebbek: Bessie Smith „Backwater Blues” és Barbecue Bob „Mississippi Heavy Water Blues”.
Ethel Douglas, Memphis Minnie sógornője felidézte, hogy Minnie a családjával a Mississippi állambeli Walls közelében élt, amikor a gát 1927-ben átszakadt. A dal szövege elmeséli egy otthonát és családját elvesztő férfi személyes veszteségeit.
A When the Levee Breaks című dalt az angol Led Zeppelin rockegyüttes dolgozta fel negyedik albumuk utolsó dalaként. Az énekes Robert Plant az eredeti dalszöveget használta. A későbbiekben sok más művész előadta a dal egyes verzióit.

## Híres felvételek
- Kansas Joe McCoy[1]
- Memphis Minnie
- Led Zeppelin
- Playing for Change
- John Paul Jones
- Rock bottom Blues Band
- Dark Remaster
- Zepparella
- Ben Harper